# Jasper Cillessen
Jacobus Antonius Peter „Jasper“ Cillessen (* 22. April 1989 in Nijmegen, Niederlande) ist ein niederländischer Fußballtorwart. Er steht bei NEC Nijmegen unter Vertrag und war niederländischer Nationaltorhüter.

## Laufbahn

### Verein
Jasper Cillessen begann in seiner Heimatgemeinde Groesbeek beim Fußballverein De Treffers mit dem Fußballspiel, als er sieben Jahre alt war. Mit zwölf Jahren wurde er in die Fußballschule VoetbalAcademie N.E.C./FC Oss aufgenommen, an der er die weiteren Jugendjahre verbrachte. Im März 2008 erhielt er seinen ersten Profivertrag bei N.E.C. und spielte in der Nachwuchsmannschaft Jong N.E.C. Im August 2008 kam er unter Trainer Mario Been in einem Freundschaftsspiel gegen eine Rhenenser Auswahl erstmals in der ersten Mannschaft zum Einsatz. 2010 wurde sein Vertrag um zwei Jahre verlängert. In der Saisonvorbereitung 2010 durfte er in mehreren Spielen zwischen den Pfosten stehen. Seit Beginn der Saison 2010/11 gehörte er dem Eredivisie-Kader der Nijmeger an.
Nachdem sich Stammtorwart Gábor Babos zu Anfang der Saison eine Rückenverletzung zugezogen hatte, sprang der junge Ersatztorhüter am vierten Spieltag gegen den sc Heerenveen erstmals ein. Cillessen blieb von da an für den Rest der Spielzeit erster Torwart des N.E.C. Er spielte so stark, dass die Nijmeger eine Vertragsoption zogen und ihn bis 2014 an den Verein banden. Ende April 2011 wurde er als Nachfolger seines Torhüterkollegen Piet Velthuizen gelderscher Fußballspieler des Jahres.
Im August 2011 wechselte Cillessen innerhalb der Eredivisie zu Ajax Amsterdam.
Im August 2016 wechselte er zum FC Barcelona, bei dem er einen Fünfjahresvertrag erhielt. Sein Debüt in der spanischen Liga gab er am 10. September 2016 (3. Spieltag) bei der 1:2-Niederlage im Heimspiel gegen den Aufsteiger Deportivo Alavés. In seinen ersten beiden Spielzeiten in Barcelona war er hinter Marc-André ter Stegen Ersatztorhüter. Zum Einsatz kam er überwiegend im spanischen Pokalwettbewerb, in dem er auch in den erfolgreichen Pokalfinals 2017 und 2018 auf dem Platz stand.
Zur Saison 2019/20 wechselte Cillessen zum Ligakonkurrenten FC Valencia. Er unterschrieb einen Vertrag mit einer Laufzeit bis zum 30. Juni 2023, der eine Ausstiegsklausel in Höhe von 80 Millionen Euro enthält.
Nach zwei Jahren in den Niederlanden beim NEC Nijmegen wechselte er im Sommer 2024 zurück in die spanische Primera División zur UD Las Palmas.
Im Sommer 2025 kehrte er zum NEC Nijmegen zurück und unterzeichnete einen Einjahresvertrag.

### Nationalmannschaft
Cillessen wurde am 10. Oktober 2010 zum ersten Mal in das Jong-Oranje-Team von Trainer Cor Pot berufen, nachdem sich Tim Krul verletzt hatte, kam jedoch nicht zum Einsatz. Weitere Berufungen erhielt er nicht, da er für die folgenden Wettbewerbe bereits die Altersgrenze für U-21-Spieler überschritten hatte.
Im Mai 2011 berief Bondscoach Bert van Marwijk den damals 22-Jährigen erstmals in den erweiterten Kader der A-Nationalmannschaft. Am 7. Juni 2013 debütierte Cillessen in der A-Nationalmannschaft der Niederlande bei einem 3:0-Sieg gegen Indonesien. Er nahm mit der niederländischen Nationalmannschaft an der Fußball-Weltmeisterschaft 2014 in Brasilien teil und war auch Stammtorhüter; er spielte alle Vorrundenspiele und das Achtelfinalspiel durch; im Viertelfinale gegen Costa Rica wurde er in der letzten Minute der Verlängerung vor dem Elfmeterschießen ausgewechselt und durch Tim Krul ersetzt; Krul hielt zwei Elfmeter und sicherte den Niederlanden so den Einzug ins Halbfinale. Im Halbfinale gegen Argentinien spielte Cillessen wieder durch, konnte das Ausscheiden der Niederlande im Elfmeterschießen aber nicht verhindern; im Spiel um den dritten Platz gegen Gastgeberland Brasilien, das die Niederlande mit 3:0 gewannen, wurde er kurz vor Schluss ausgewechselt und durch Michel Vorm ersetzt, sodass die Niederlande das einzige Team bei der Weltmeisterschaft waren, bei dem alle 23 Spieler – und somit auch alle drei Torhüter – zum Einsatz gekommen waren.
Im Juni 2021 wurde er nach einem positiven Corona-Test aus dem niederländischen Kader für die Europameisterschaft 2021 (Euro 2020) gestrichen.

## Erfolge

### Nationalmannschaft
- Dritter der Weltmeisterschaft: 2014

### Verein
- Niederländischer Meister: 2012, 2013, 2014
- Spanischer Meister (2): 2018, 2019
- Copa del Rey (2): 2017, 2018

## Privates
Cillessen hat mit der spanischen Journalistin María Morán eine gemeinsame Tochter.